# わすれもの2
『わすれもの2』は、2012年6月6日にリリースされた三野姫のアルバムである。

## 解説
- 三野姫の2枚目のオリジナル・アルバム

## 収録曲
| 全編曲: 三野姫。 |                            |             |             |
| #                | タイトル                   | 作詞        | 作曲        |
| 1.               | 「BBB」                    | 渡辺英樹    | 渡辺英樹    |
| 2.               | 「タカラモノ」             | 野村義男    | 野村義男    |
| 3.               | 「Happy Birthday」(カバー) | FUNK ROCKET | FUNK ROCKET |
| 4.               | 「なべやき」(放談：三野姫) |             |             |
| 5.               | 「たまにガニマタ」         | 野村義男    | 野村義男    |
| 6.               | 「ゴーマンなソールマン」   | 渡辺英樹    | 渡辺英樹    |
| 7.               | 「踏んだり蹴ったり」       | 三野姫      | 三野姫      |
| 8.               | 「何系〜?」(放談：三野姫)  |             |             |
| 9.               | 「ボヨラッタ」             | 野村義男    | 野村義男    |
| 10.              | 「今夜は帰さない」         | 三野姫      | 三野姫      |
| 11.              | 「ずっと」                 | 渡辺英樹    | 渡辺英樹    |

## 楽曲解説
1. BBB
2. タカラモノ
3. Happy Birthday
カバー曲
4. なべやき
トーク
5. たまにガニマタ
6. ゴーマンなソールマン
7. 踏んだり蹴ったり
8. 何系〜?
トーク
9. ボヨラッタ
10. 今夜は帰さない
11. ずっと